# Edmore (Dakota del Nord)
Edmore és una població dels Estats Units a l'estat de Dakota del Nord. Segons el cens del 2000 tenia 256 habitants.

## Demografia
Segons el cens del 2000, Edmore tenia 256 habitants, 112 habitatges, i 64 famílies. La densitat de població era de 366,1 hab./km².
Dels 112 habitatges en un 21,4% hi vivien nens de menys de 18 anys, en un 51,8% hi vivien parelles casades, en un 4,5% dones solteres, i en un 42% no eren unitats familiars. En el 41,1% dels habitatges hi vivien persones soles el 26,8% de les quals corresponia a persones de 65 anys o més que vivien soles. El nombre mitjà de persones vivint en cada habitatge era d'1,94 i el nombre mitjà de persones que vivien en cada família era de 2,58.
Per edats la població es repartia de la següent manera: un 14,5% tenia menys de 18 anys, un 1,2% entre 18 i 24, un 14,8% entre 25 i 44, un 25,8% de 45 a 60 i un 43,8% 65 anys o més.
L'edat mediana era de 60 anys. Per cada 100 dones de 18 o més anys hi havia 95,5 homes.
La renda mediana per habitatge era de 26.250 $ i la renda mediana per família de 29.659 $. Els homes tenien una renda mediana de 21.250 $ mentre que les dones 17.750 $. La renda per capita de la població era de 16.857 $. Entorn del 3,6% de les famílies i el 7,3% de la població estaven per davall del llindar de pobresa.

## Poblacions més properes
El següent diagrama mostra les poblacions més properes.